# Opatów (województwo wielkopolskie)
Opatów (też: Opatów k. Kępna) – wieś w Polsce położona w województwie wielkopolskim, w powiecie kępińskim, w gminie Łęka Opatowska.
Do 1954 istniała gmina Opatów. W latach 1975–1998 miejscowość położona była w województwie kaliskim.
Wieś znajduje się na skrzyżowaniu dróg: krajowej 11 Kołobrzeg – Ostrów Wielkopolski – Kluczbork – Bytom i lokalnej do Wieruszowa (do 2016 r. była to część drogi wojewódzkiej nr 450 do Kalisza).
W skład miejscowości wchodzą przysiółki (Grobla-Młyn, Szpot) oraz leśniczówka Biały Ług. Do sołectwa Opatów należą osady: Dobrygość, Ustronie i Wielisławice.
Henryk II Pobożny wydał dokument lokacyjny wsi Opatów w roku 1239. Z 1280 pochodzą wzmianki o przysiółku Opatowa nazwanym Łęka Opatowska. W wieku XV Opatów przez pewien czas szczycił się prawami miejskimi. Rozwój miejscowości uległ zahamowaniu w czasie wojen polsko-szwedzkich, a następnie, w I połowie XVIII wieku, przez susze, epidemie cholery, i plagi szarańczy.
We wsi znajduje się neogotycki kościół parafialny pw. św. Floriana.
W osadzie Ustronie, w odległości 2 km od centrum wsi w kierunku Wieruszowa znajduje się były majątek – dwór wielkiego księcia Fryderyka z Badenii z 1877, rozbudowany w 1906, późniejszy Dom Pracy Twórczej „Ustronie” dla pracowników nauki, kultury i sztuki (obecnie mieści się tam Ośrodek Naukowo-Edukacyjny „Dwór Myśliwski Ustronie Wielkopolskie”).

## Linki zewnętrzne

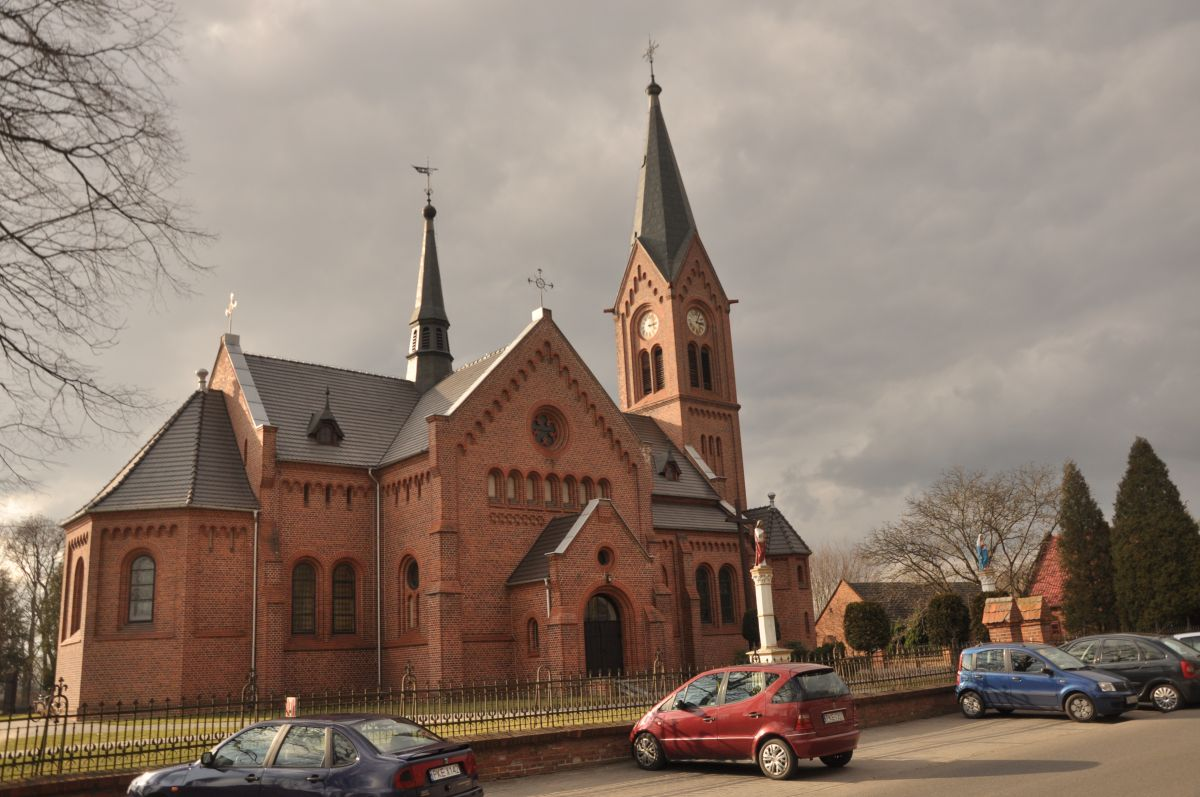
Kościół w Opatowie 2017 r.